# 安达卢西亚共产主义工人集团
安达卢西亚共产主义工人集团（西班牙語：Bloque Obrero Comunista de Andalucía）是西班牙安达卢西亚自治区哈恩省霍达尔的一个已不存在的共产主义政党。该党的注册日期是1998年2月25日，由安达卢西亚人民共产党的一些脱党成员创建。该党的发言人是克里斯托瓦尔·希门尼斯。2006年底，该党并入联合左翼。